# John Cabell Breckinridge
John Cabell Breckinridge (ur. 16 stycznia 1821 w Lexington, zm. 17 maja 1875 tamże) – amerykański polityk związany z Partią Demokratyczną.
W swojej karierze politycznej między innymi reprezentował stan Kentucky w Izbie Reprezentantów Stanów Zjednoczonych i Senacie Stanów Zjednoczonych, a także był 14. wiceprezydentem Stanów Zjednoczonych.

## Wybory prezydenckie
Kandydował w wyborach prezydenckich 1860 r. Przegrał z Lincolnem. Wybory pokazały wielkie różnice w poglądach między północnymi, a południowymi stanami: Niemal wszystkie głosy elektorów jakie otrzymał pochodziły ze stanów południowych, które - niezadowolone wynikiem tych wyborów - ogłosiły później secesję i utworzyły Skonfederowane Stany Ameryki. Na CSA składało się jedenaście stanów, a pośród nich nie wygrał tylko w Tennessee. Spośród stanów unijnych wygrał tylko w niewolniczych Delaware i Maryland.
Podczas wojny secesyjnej generał armii Konfederacji i ostatni sekretarz wojny Skonfederowanych Stanów Ameryki.